# Pterostylis alobula
Pterostylis alobula är en orkidéart som först beskrevs av Edwin Daniel Hatch, och fick sitt nu gällande namn av Lucy Beatrice Moore. Pterostylis alobula ingår i släktet Pterostylis och familjen orkidéer. Inga underarter finns listade i Catalogue of Life.